# Grosse-Île-du-Vermillion
Ne doit pas être confondu avec Île Marsh.
Grosse-Île-du-Vermillion (en anglais : Marsh Island), est une île située au large de la côte de Louisiane dans le golfe du Mexique aux États-Unis.
C'est une île inhabitée, partiellement marécageuse. L'île est située dans la paroisse d'Ibérie, sur la côte sud de la Louisiane. Elle a une superficie de 258,95 km² 
L'île s'élève en face de la baie Vermilion, à l'ouest de la baie Côte Blanche et donne au sud sur le golfe du Mexique.
Le biotope correspond à un paysage marécageux. Aucun arbre ne pousse sur cette île. La biodiversité est composée de végétation herbeuse et l'île est un refuge pour les oiseaux, notamment l'oie des neiges et toute une sauvagine d'oiseaux migrateurs. L'alligator est également présent sur ce territoire insulaire.